# Yuriy Dmitrulin
Yuriy Mijaílovich Dmitrulin (Snihurivka, Unión Soviética, 10 de febrero de 1975) es un ex-futbolista ucraniano, se desempeñaba como defensa. Fue internacional en 39 ocasiones con la selección de fútbol de Ucrania.

## Clubes
| Club                  | País        | Año         |
| --------------------- | ----------- | ----------- |
| FC Dinamo Kiev        | Ucrania     | 1996 - 2005 |
| SC Tavriya Simferopol | Ucrania     | 2006        |
| FC Shinnik Yaroslavl  | Rusia       | 2006        |
| FC Dinamo Kiev        | Ucrania     | 2006 - 2007 |
| FC Dinamo Minsk       | Bielorrusia | 2007        |
| FC Yednist Plysky     | Ucrania     | 2007 - 2008 |

## Palmarés
FC Dinamo Kiev
- Liga Premier de Ucrania: 1995-96, 1996-97, 1997-98, 1998-99, 1999-00, 2000-01, 2002-03, 2003-04
- Copa de Ucrania: 1996, 1998, 1999, 2000, 2003, 2005
- Supercopa de Ucrania: 2004

- Datos: Q1356101
- Multimedia: Yuriy Dmytrulin / Q1356101